# Рока ди Папа
Ро̀ка ди Па̀па (на италиански: Rocca di Papa) е град и община в Централна Италия, провинция Рим, регион Лацио. Разположен е на 680 m надморска височина. Населението на общината е 16 728 души (към 2010 г.).

## Личности
Починали
- Анита Екбери (1931-2015), шведска киноактриса